# Cunard-White Star Line
La Cunard-White Star Line è stata una compagnia di navigazione britannica nata dalla fusione nel 1934 della Cunard Line e della White Star Line. Fu uno dei principali operatori di linea tra il 1934 e il 1949.
È principalmente nota per essere la proprietaria della Queen Mary, Queen Elizabeth, Aquitania, Berengaria, Caronia, Majestic, Britannic e Georgic.
Fu sciolta il 31 dicembre 1949 dopo che la Cunard acquisì il 38% della Cunard-White Star che apparteneva alla White Star, tornando a chiamarsi esclusivamente Cunard Line.

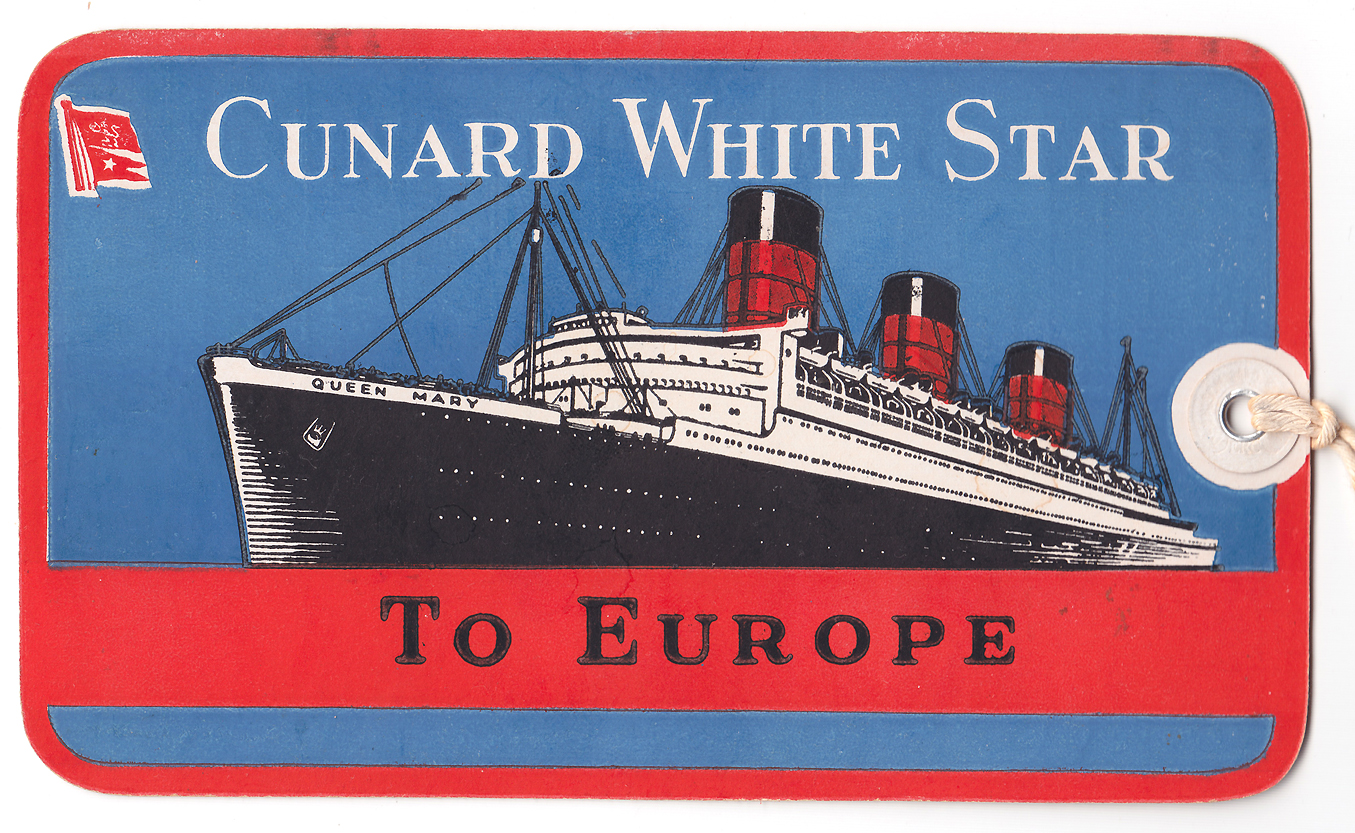
Etichetta per i bagagli

## Storia
All'inizio degli anni '30, la Cunard Line e la White Star Line erano in gravi difficoltà finanziarie a causa della Grande depressione, del calo del numero di passeggeri e dell'invecchiamento delle loro navi. I nuovi transatlantici tedeschi, come la SS Brema e la SS Europa minacciavano il predominio dell'Atlantico che queste due compagnie avevano.

### Situazione della White Star Line]
La White Star Line versava in gravi difficoltà finanziarie, principalmente a causa di un'offerta di acquisizione fallita da parte di Lord Kylsant, che aveva quasi portato al crollo totale della White Star Line. Inoltre è presente il fattore della perdita in età molto ridotta delle sue principali navi: il RMS Titanic affondato nel suo viaggio inaugurale il 12 aprile 1912, che caratterizzò una perdita di 10 milioni di dollari (220 milioni attuali), e la sua gemella e nave ammiraglia HMHS Britannic, affondata nel 1916 da una mina tedesca (per un totale di 190 milioni attuali). Questi eventi uniti a molte altre navi affondate, nessun servizio di trasporto a causa della Grande Guerra, riparazioni, equipaggio, e Grande Depressione portarono la compagnia ad indebitarsi con le banche inglesi e americane.
Gli Stati Uniti avevano drasticamente ridotto la quantità di immigrati accolti e l'attività principale della White Star era proprio il trasporto di immigrati. I piani di costruzione dell'Oceanic, un nuovo transatlantico lungo 300 m, furono abbandonati a favore della costruzione del Britannic e del RMS Georgic. Queste furono le ultime navi della White Star Line come compagnia indipendente.

### Situazione della Cunard Line
A seguito della potenza che stava acquisendo la Norddeutscher Lloyd, la Cunard aveva deciso di costruire una nuova generazione di transatlantici progettati principalmente per competere con quelli della concorrenza tedesca.
Nel cantiere John Brown & Company iniziò la costruzione della nuova nave da 81.000 tonnellate della Cunard. La sua chiglia fu completata il 27 dicembre 1930, ma la costruzione si interruppe nel 1931 a causa delle difficoltà economiche. Il nome della nave, Queen Mary, rimase segreto fino al suo varo, ed era nota solo con il numero "534".
Nel 1934 la White Star Line era sull'orlo del collasso e il governo britannico espresse preoccupazione per possibili perdite di posti di lavoro. La nave "534" era in attesa da due anni e mezzo e David Kirkwood fece una richiesta alla Camera dei comuni per finanziare la costruzione della nave e rilanciare l'economia britannica. Il governo offrì un prestito di 3 milioni di sterline alla Cunard per completare lo scafo "534" e altre 5 milioni di sterline per costruire una seconda nave, a condizione che si fondesse con la White Star Line.
L'accordo si raggiunse il 30 dicembre 1933. La Cunard White Star Limited fu creata il 10 maggio 1934. La flotta, al momento dell'unione, era componeva di 10 navi della White Star e di 15 della Cunard. La Queen Mary fu completata nel 1936.

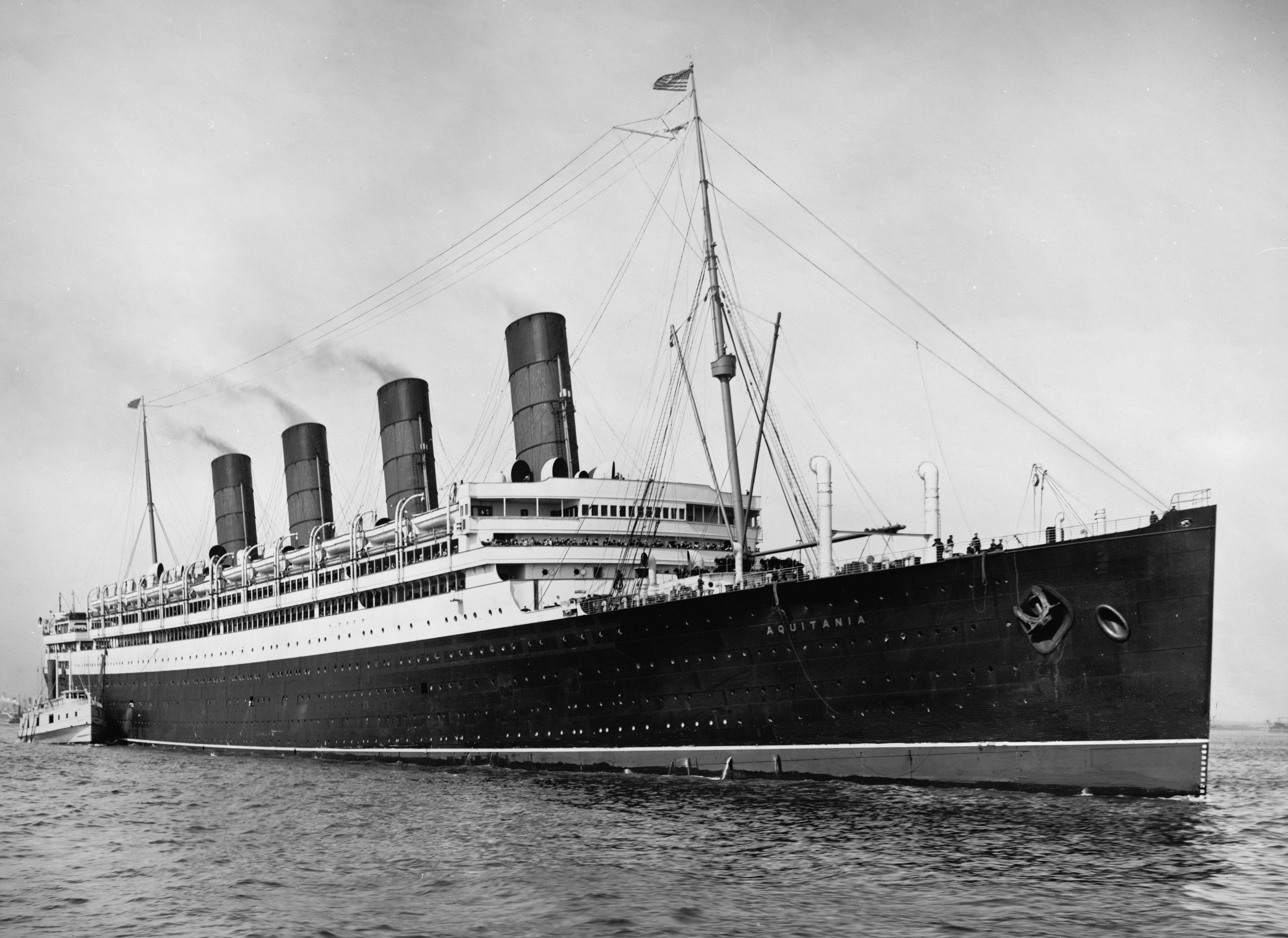
RMS Aquitania

### Età d'oro
Nel 1936 la RMS Queen Mary entrò a far parte della flotta Cunard White Star. Era la nave più grande e più veloce (fino al 1948). L'imponente nave di 312 m di lunghezza, 36,14 m di larghezza e 81.237 tonnellate lorde era azionata da 16 turbine a vapore che potevano raggiungere una velocità di 30 nodi.
Nel 1939 entrò in servizio la nuova RMS Mauretania e l'anno successivo la RMS Queen Elizabeth.

### Seconda guerra mondiale
Dopo lo scoppio della seconda guerra mondiale, gran parte della flotta fu acquisita dall'ammiragliato britannico. Navi come la Queen Mary, la Queen Elizabeth e l'Aquitania sopravvissero, ma molte altre andarono perdute. Sia il RMS Lancastria che il RMS Laconia furono affondate.

### Scioglimento
Nel 1947, la Cunard acquistò il 38% della società che ancora non possedeva e, il 31 dicembre 1949, acquisì le attività e le operazioni della Cunard White Star e tornò a utilizzare solo il nome "Cunard". Sia il RMS Britannic che il RMS Georgic hanno continuato a navigare sotto bandiera dell'ormai defunta White Star Line. A ricordo di questa, dal 1950 al 1968 la bandiera della White Star Line fu presente sulle navi Cunard.

## Flotta

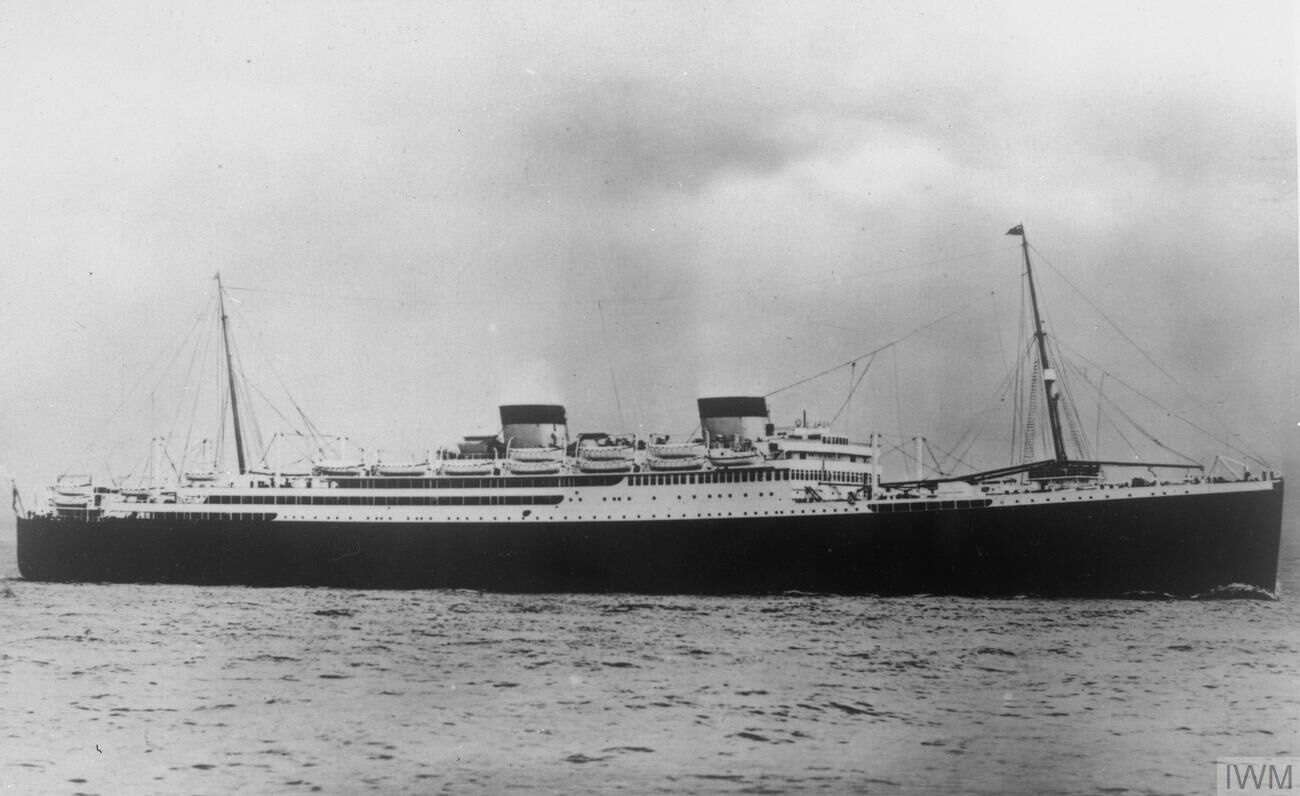
Britannic

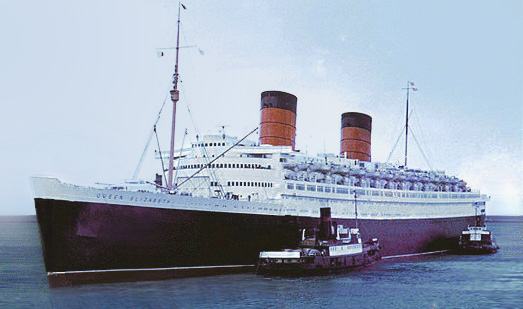
La Queen Elizabeth a Cherbourg nel 1966

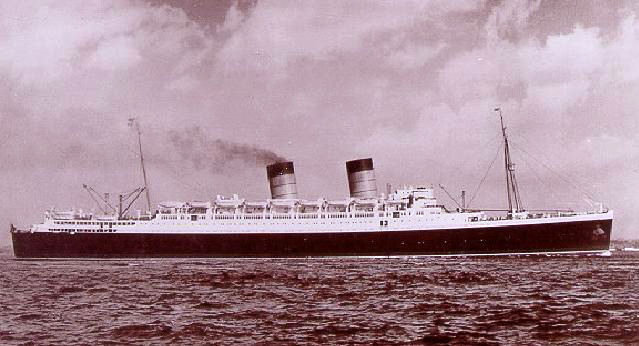
Il RMS Mauretania

## Flotta[5]
| Nave            | Anno di costruzione | Anni di servizio presso la Cunard-White Star | Stazza (t.s.l.) |
| --------------- | ------------------- | -------------------------------------------- | --------------- |
| RMS Mauretania  | 1906                | 1934-1935                                    | 31 938          |
| RMS Adriatic    | 1907                | Mai entrata in servizio                      | 24 541          |
| RMS Olympic     | 1911                | 1934-1935                                    | 45 324          |
| SS Ceramic      | 1913                | 1934                                         | 18 400          |
| RMS Berengaria  | 1913                | 1934–1938                                    | 51 950          |
| RMS Homeric     | 1913                | 1934–1935                                    | 35 000          |
| RMS Aquitania   | 1914                | 1934–1949                                    | 45 650          |
| RMS Majestic    | 1914                | 1934-1936                                    | 56 551          |
| RMS Scythia     | 1921                | 1934–1958                                    | 19 700          |
| Samaria         | 1922                | 1934–1949                                    | 19 700          |
| RMS Laconia     | 1922                | 1934–1942                                    | 19 700          |
| Antonia         | 1922                | 1934–1942                                    | 13 900          |
| Austonia        | 1922                | 1934–1942                                    | 13 900          |
| RMS Lancastria  | 1922                | 1934–1940                                    | 16 250          |
| Doric           | 1923                | 1934–1935                                    | 16 484          |
| Franconia       | 1923                | 1934–1956                                    | 20 200          |
| Aurania         | 1924                | 1934–1942                                    | 14 000          |
| Carinthia       | 1925                | 1934–1940                                    | 20 200          |
| Ascania         | 1925                | 1934–1956                                    | 14 000          |
| Alaunia         | 1925                | 1934–1942                                    | 14 000          |
| Calgaric        | 1927                | Mai entrata in servizio                      | 16 063          |
| SS Laurentic    | 1927                | 1934-1936                                    | 18 724          |
| Britannic       | 1929                | 1934–1949                                    | 26 943          |
| RMS Georgic     | 1932                | 1934–1949                                    | 27 759          |
| Queen Mary      | 1936                | 1936–1949                                    | 80 750          |
| RMS Mauretania  | 1939                | 1939–1949                                    | 37 750          |
| Queen Elizabeth | 1940                | 1940–1949                                    | 83 650          |
| Media           | 1947                | 1947–1949                                    | 13 350          |
| Parthia         | 1947                | 1947–1949                                    | 13 350          |
| RMS Caronia     | 1949                | 1949-1968                                    | 34 200          |